# Isostictidae
Isostictidae (лат.) — семейство стрекоз из подотряда равнокрылых. В семействе насчитывают около 40 видов.

## Распространение
Австралия, Новая Каледония, Новая Гвинея.

## Описание
Длина от 15 до 40 мм. Для крыльев взрослых особей (имаго) характерны следующие признаки: две антенодальные поперечные жилки; большинство постнодальных поперечных жилок выровнены с поперечными жилками позади них; четырехугольная ячейка почти прямоугольная; дополнительные интеркалярные продольные жилки отсутствуют; CuP редуцирован; анальная жилка срослась с краем крыла. Личинка: лабиальная лицевая маска короткая, плоская, щупики узкие, щетинки щупиков присутствуют, прементальные щетинки изменчивы, срединная лопасть неглубоко расщеплена; хвостовые жабры от мешковидных до трехгранных, сильно узловатые.

## Систематика
Более 40 видов и 12 родов.
- Austrosticta Tillyard, 1908
- Cnemisticta Donnely, 1993
- Eurysticta Watson, 1969
- Isosticta Selys, 1885
- Labidiosticta Watson, 1991[5]
- Lithosticta Watson, 1991[5]
- Neosticta Tillyard, 1913
- Oristicta Tillyard, 1913
- Rhadinosticta Watson, 1991[5]
- Selysioneura Förster, 1900
- Tanymecosticta Lieftinck, 1935
- Titanosticta Donnely, 1993